# Vereb
Vereb là một thị trấn thuộc hạt Fejér, Hungary. Thị trấn này có diện tích 22,32 km², dân số năm 2010 là 804 người, mật độ 36 người/km².